# Inga thibaudiana
Inga thibaudiana ist eine Baumart aus der Unterfamilie der 	Mimosengewächse (Mimosoideae). Sie ist in Mittel- und Südamerika beheimatet.

## Beschreibung
Inga thibaudiana ist ein bis zu 25 Meter hoher Baum mit grün-, grau- und rötlich-braun gefleckter Rinde und dunkelbraunen, flaumig rostrot behaarten Zweigen. Die oberseitig kahlen und unterseitig dicht feinflaumig behaarten Blätter sind in der Regel fünf- bis sechsfach paarig gefiedert, die Blättchen verkehrt lanzettlich bis elliptisch. Das äußerste Blättchenpaar ist 7,4 bis 17,5 Zentimeter lang und 2,8 bis 7,6 Zentimeter breit, das innerste 3 bis 10,2 Zentimeter lang und 1,5 bis 4,9 Zentimeter breit.
Der Blattstiel ist ebenso wie die 7 bis 20 Zentimeter lange Blattrhachis geflügelt oder zylindrisch, zwischen jedem Blattpaar sitzen becherförmige, grüne bis orange oder schwarze Drüsen. Die Nebenblätter sind 1 bis 3 Millimeter lang, behaart und hinfällig.
Die Blütenstände sind achselbürtige, dichte Ähren, die in Gruppen zu zwei bis fünf Stück stehen. Der Schaft ist 1 bis 4 Zentimeter lang und flaumig rostrot behaart, die Rhachis 1 bis 3,5 Zentimeter lang. Die Blüten sind gelblich-grün, die Staubblätter weiß. Die flachen, geraden oder gebogenen Früchte sind 8 bis 30 Zentimeter lang und 1,8 bis 2,5 Zentimeter breit.

## Verbreitung
Inga thibaudiana ist heimisch von Mexiko bis Bolivien und Zentral-Brasilien.

## Systematik und Botanische Geschichte
Die Art wurde 1825 von Augustin-Pyrame de Candolle erstbeschrieben.

## Nachweise
- Anton Weber, Werner Huber, Anton Weissenhofer, Nelson Zamora, Georg Zimmermann: An Introductory Field Guide To The Flowering Plants Of The Golfo Dulce Rain Forests Costa Rica. In: Stapfia. Band 78, Linz 2001, S. 282, ISSN 0252-192X / ISBN 3-85474-072-7, zobodat.at [PDF]